# Abel Braga
Abel Carlos da Silva Braga, más conocido como Abel Braga o simplemente Abel en sus épocas de jugador (nacido 1 de septiembre de 1952 en Río de Janeiro), es un exjugador y entrenador de fútbol brasileño. Actualmente sin club.
Jugaba como defensor central. Como entrenador ganó la Copa Libertadores y el Mundial de Clubes de la FIFA con Internacional en 2006.

## Biografía
Inició su carrera como jugador en Fluminense en 1971. En 1973, fue cedido al Figueirense. En 1976, fue cedido a Vasco da Gama, y fue transferido en 1977.
Jugó para el Paris Saint-Germain, Francia, entre 1979 y 1981, para el Cruzeiro, entre 1981 y 1982, para el Botafogo, entre 1982 y 1984, y en Goytacaz, entre 1984 y 1985, donde se retiró.
Disputó unos pocos partidos para la selección de fútbol de Brasil el 19 de abril de 1978 contra Inglaterra, pero formó parte del plantel que disputó la Copa Mundial de Fútbol de 1978 en Argentina.
Como entrenador dirigió Vasco da Gama, Internacional, Olympique de Marseille, Atlético Paranaense, Coritiba, Atlético Mineiro y Ponte Preta.

## Clubes

### Como jugador
| Club                | País    | Año         |
| ------------------- | ------- | ----------- |
| Fluminense          | Brasil  | 1973        |
| Figueirense         | Brasil  | 1971 - 1976 |
| Vasco da Gama       | Brasil  | 1976 - 1979 |
| París Saint-Germain | Francia | 1979 - 1981 |
| Cruzeiro            | Brasil  | 1981 - 1982 |
| Botafogo            | Brasil  | 1982 - 1984 |
| Goytacaz            | Brasil  | 1984 - 1985 |

### Como técnico
| Club                  | País                   | Año         | PJ   | PG  | PE  | PP  | Rendimiento |
| --------------------- | ---------------------- | ----------- | ---- | --- | --- | --- | ----------- |
| Goytacaz              | Brasil                 | 1985        | ?    | ?   | ?   | ?   | ?           |
| Botafogo              | Brasil                 | 1985        | 35   | 13  | 10  | 12  | 46.66%      |
| Rio Ave               | Portugal               | 1986        | ?    | ?   | ?   | ?   | ?           |
| Vitória               | Brasil                 | 1986        | ?    | ?   | ?   | ?   | ?           |
| Galícia               | Brasil                 | 1987        | ?    | ?   | ?   | ?   | ?           |
| Santa Cruz            | Brasil                 | 1987 - 1988 | ?    | ?   | ?   | ?   | ?           |
| Internacional         | Brasil                 | 1988 - 1989 | 62   | 31  | 19  | 12  | 60.22%      |
| Famalicão             | Portugal               | 1989 - 1991 | 72   | 29  | 22  | 21  | 50.47%      |
| Internacional         | Brasil                 | 1991        | 18   | 11  | 5   | 2   | 70.37%      |
| Belenenses            | Portugal               | 1992 - 1993 | 68   | 30  | 21  | 17  | 54.41%      |
| Famalicão             | Portugal               | 1993 - 1994 | 24   | 4   | 7   | 13  | 26.39%      |
| Rio Ave               | Portugal               | 1994        | 6    | 2   | 1   | 3   | 38.89%      |
| Vitória de Setúbal    | Portugal               | 1994 - 1995 | 12   | 1   | 2   | 9   | 13.89%      |
| Vasco da Gama         | Brasil                 | 1995        | 14   | 6   | 3   | 5   | 50%         |
| Internacional         | Brasil                 | 1995        | 29   | 12  | 9   | 8   | 51.72%      |
| Guarani               | Brasil                 | 1997        | 5    | 0   | 3   | 2   | 20%         |
| Athletico Paranaense  | Brasil                 | 1997 - 1998 | 61   | 32  | 15  | 14  | 60.66%      |
| Bahia                 | Brasil                 | 1998        | ?    | ?   | ?   | ?   | ?           |
| Coritiba              | Brasil                 | 1999        | 21   | 9   | 6   | 6   | 52.38%      |
| Paraná                | Brasil                 | 1999 - 2000 | 20   | 10  | 3   | 7   | 60%         |
| Vasco da Gama         | Brasil                 | 2000        | 23   | 16  | 5   | 2   | 76.82%      |
| Olympique de Marsella | Francia                | 2000        | 16   | 5   | 3   | 8   | 37.5%       |
| Atlético Mineiro      | Brasil                 | 2001        | 24   | 12  | 8   | 4   | 61.11%      |
| Botafogo              | Brasil                 | 2001 - 2002 | 55   | 21  | 17  | 17  | 48.48%      |
| Botafogo              | Brasil                 | 2002        | 8    | 2   | 2   | 4   | 33.33%      |
| Athletico Paranaense  | Brasil                 | 2002        | 6    | 3   | 1   | 2   | 55.56%      |
| Ponte Preta           | Brasil                 | 2002 - 2003 | 56   | 15  | 22  | 19  | 39.89%      |
| Flamengo              | Brasil                 | 2004        | 44   | 19  | 12  | 13  | 52.27%      |
| Fluminense            | Brasil                 | 2004 - 2005 | 74   | 37  | 17  | 20  | 57.66%      |
| Internacional         | Brasil                 | 2005 - 2007 | 94   | 53  | 23  | 18  | 64.54%      |
| Internacional         | Brasil                 | 2007 - 2008 | 50   | 28  | 9   | 13  | 62%         |
| Al-Jazira             | Emiratos Árabes Unidos | 2008 - 2011 | 86   | 51  | 21  | 14  | 67.44%      |
| Fluminense            | Brasil                 | 2011 - 2013 | 142  | 77  | 27  | 38  | 60.57%      |
| Internacional         | Brasil                 | 2013 - 2014 | 62   | 37  | 10  | 15  | 65.06%      |
| Al-Jazira             | Emiratos Árabes Unidos | 2015        | 16   | 3   | 6   | 7   | 31.25%      |
| Fluminense            | Brasil                 | 2016 - 2018 | 109  | 43  | 29  | 37  | 48.32%      |
| Flamengo              | Brasil                 | 2019        | 30   | 18  | 7   | 5   | 67.78%      |
| Cruzeiro              | Brasil                 | 2019        | 14   | 3   | 8   | 3   | 40.48%      |
| Vasco da Gama         | Brasil                 | 2020        | 14   | 4   | 5   | 5   | 40.47%      |
| Internacional         | Brasil                 | 2020 - 2021 | 18   | 10  | 4   | 4   | 62.97%      |
| Lugano                | Suiza                  | 2021        | 6    | 3   | 1   | 2   | 55.56%      |
| Fluminense            | Brasil                 | 2021 - 2022 | 26   | 17  | 4   | 5   | 70.51%      |
| Total                 | Total                  | Total       | 1420 | 667 | 367 | 386 | 55.59%      |

## Palmarés

### Como futbolista

#### Torneos regionales
| Título             | Club          | País           | Año  |
| ------------------ | ------------- | -------------- | ---- |
| Campeonato Carioca | Vasco da Gama | Río de Janeiro | 1971 |
| Campeonato Carioca | Vasco da Gama | Río de Janeiro | 1973 |
| Campeonato Carioca | Vasco da Gama | Río de Janeiro | 1975 |
| Campeonato Carioca | Fluminense    | Río de Janeiro | 1977 |

### Como entrenador

#### Torneos regionales
| Título                  | Club                 | País               | Año  |
| ----------------------- | -------------------- | ------------------ | ---- |
| Campeonato Pernambucano | Santa Cruz           | Pernambuco         | 1998 |
| Campeonato Paranaense   | Athletico Paranaense | Paraná             | 1998 |
| Copa Paraná             | Athletico Paranaense | Paraná             | 1998 |
| Campeonato Paranaense   | Coritiba             | Paraná             | 1999 |
| Campeonato Carioca      | Flamengo             | Río de Janeiro     | 2004 |
| Campeonato Carioca      | Fluminense           | Río de Janeiro     | 2005 |
| Campeonato Gaúcho       | Internacional        | Río Grande del Sur | 2008 |
| Campeonato Carioca      | Fluminense           | Río de Janeiro     | 2012 |
| Campeonato Gaúcho       | Internacional        | Río Grande del Sur | 2014 |
| Campeonato Carioca      | Flamengo             | Río de Janeiro     | 2019 |
| Campeonato Carioca      | Fluminense           | Río de Janeiro     | 2022 |

#### Torneos nacionales
| Título                 | Club       | País                   | Año     |
| ---------------------- | ---------- | ---------------------- | ------- |
| Copa de Liga           | Al-Jazira  | Emiratos Árabes Unidos | 2010    |
| Liga Árabe del Golfo   | Al-Jazira  | Emiratos Árabes Unidos | 2010-11 |
| Copa Presidente de EAU | Al-Jazira  | Emiratos Árabes Unidos | 2010-11 |
| Campeonato Brasileño   | Fluminense | Brasil                 | 2012    |

#### Torneos internacionales
| Título                 | Club          | País         | Año  |
| ---------------------- | ------------- | ------------ | ---- |
| Copa Libertadores      | Internacional | Porto Alegre | 2006 |
| Copa Mundial de Clubes | Internacional | Yokohama     | 2006 |